# Sauce de Batoví
Sauce de Batoví, teils auch als Sauce del Batoví bezeichnet, ist eine Ortschaft in Uruguay.

## Geographie
Sauce de Batoví befindet sich im nördlichen Landesteil Uruguays auf dem Gebiet des Departamento Tacuarembó in dessen Sektor 3. Der Ort liegt einige Kilometer südlich der Departamento-Hauptstadt Tacuarembó und von Paso Bonilla am Cerro Batoví. Die sich in einigen Kilometern Entfernung im Osten erstreckende Gegend trägt die Bezeichnung Cuchilla de Salvañach. Nächstgelegener Ort im Westen ist Tambores. Südlich des Ortes fließt der Arroyo Sauce de Batoví.

## Infrastruktur
Unweit westlich führt die Ruta 5 an Sauce de Batoví vorbei.

## Einwohner
Beim Census 2011 betrug die Einwohnerzahl von Sauce de Batoví 133, davon 63 männliche und 70 weibliche. Für die vorhergehenden Volkszählungen der Jahre 1963, 1975, 1985 und 1996 sind beim Instituto Nacional de Estadística de Uruguay keine Daten erfasst worden.
| Jahr | Einwohner |
| ---- | --------- |
| 1963 | -         |
| 1975 | -         |
| 1985 | -         |
| 1996 | -         |
| 2004 | 72        |
| 2011 | 133       |

Quelle: Instituto Nacional de Estadística de Uruguay